# Rudolf Behrend

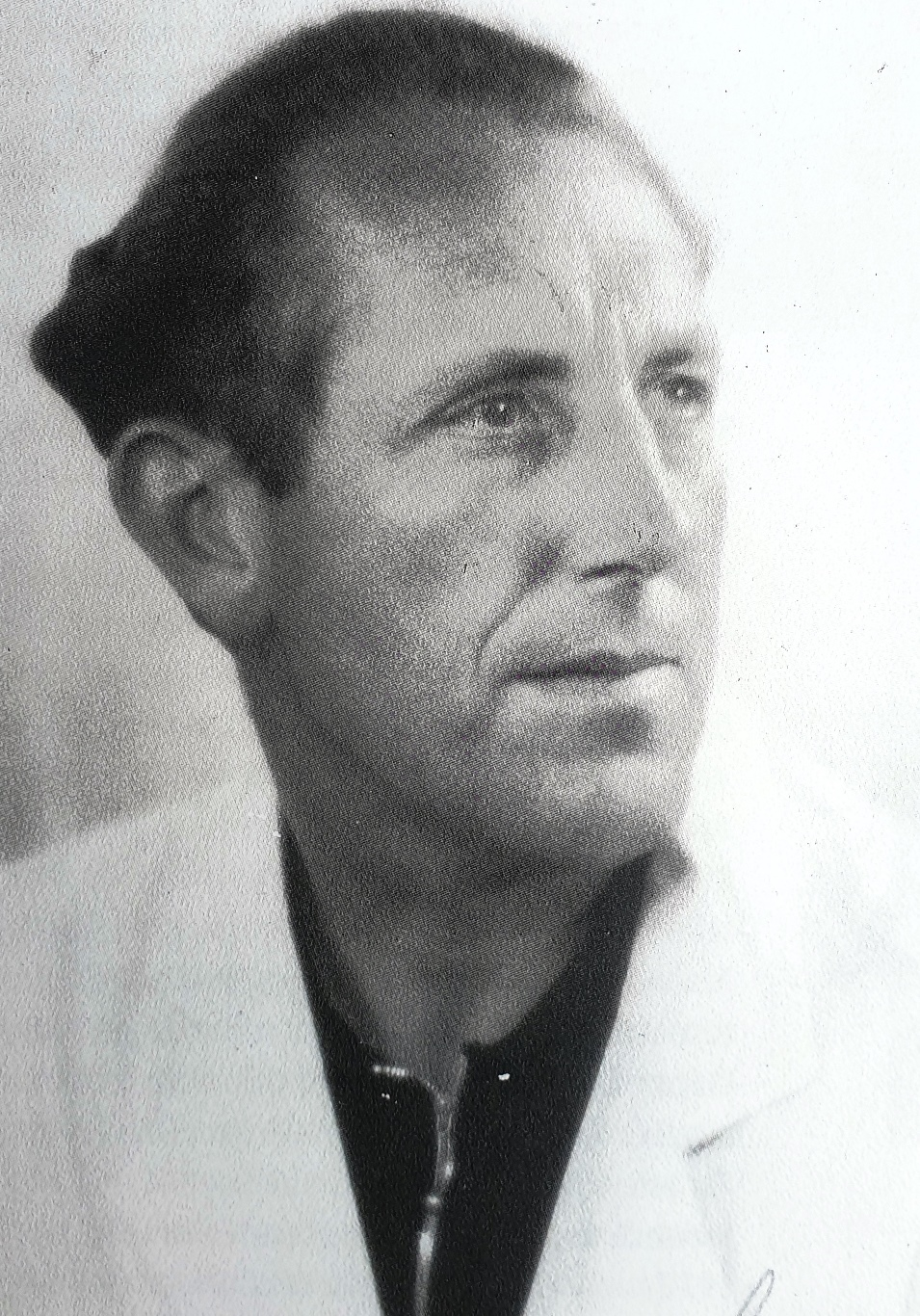
Rudolf Behrend, 1930er Jahre, Atelier Hattesen, Flensburg

Rudolf Behrend (* 25. März 1895 in Neuheikendorf, Kieler Förde; † 10. Februar 1979 ebenda) war ein deutscher Maler und Grafiker.

## Leben
Geboren wurde Rudolf Behrend am 25. März 1895 in Neuheikendorf/Kreis Plön als Sohn einer Bauernfamilie. Sein Vater kam aus Mohrungen/Ostpreußen.
Nach der Schulzeit durchlief Rudolf Behrend eine handwerkliche Lehre, anfangs als Maurer, danach – seinen Neigungen folgend – als Dekorationsmaler. Pläne für ein Studium der Malerei vereitelte 1914 der Kriegsbeginn. Als Soldat an der Westfront geriet er 1917 in Flandern in englische Kriegsgefangenschaft. Ein Fluchtversuch schlug fehl; „Kohlezeichnungen“ auf die Wände seiner Arrestzelle waren jedoch der Beginn „freier Malerei“ und brachten ihm kunsthandwerkliche „Souvenir“-Aufträge. 1919 kehrte er mit desillusionierenden Kriegserlebnissen heim. Leiden und Schrecken der Menschen und der geschundenen Kreatur hielt er in einer Mappe mit 19 Federzeichnungen fest.
Ab 1920 besuchte Rudolf Behrend kurze Zeit die Kunstgewerbeschule (später: Muthesiusschule) in Kiel und erhielt Unterricht bei den Professoren Vogel und Zimmermann, im Aktsaal bei Werner Lange. Weiterführende Anstöße verdankte er der Begegnung mit Heinrich Blunck, dem akademisch ausgebildeten Landschaftsmaler, der sich 1923 in Heikendorf niedergelassen hatte. Fortan fand Behrend seinen Weg autodidaktisch, im Austausch mit Malerfreunden und vor allem im Umgang mit den Themen und Bildern der großen Maler seit dem Impressionismus. Enge Freundschaft verband ihn mit dem späteren Worpsweder Kunsthistoriker Hans-Hermann Rief.
Durch die wirtschaftlich schwierigen zwanziger Jahre kam Rudolf Behrend mit seiner Frau und seiner Tochter als Dekorationsmaler, anfangs in Westerland auf Sylt. Er versuchte sein Glück mit einem Wanderkino (ca. 1928) und als Segelflieger. Anfang der dreißiger Jahre arbeitete er zeitweise im Fotoatelier des befreundeten Kunsthändlers Peter Hattesen in Flensburg mit. Dort fand er Kontakt zu den norddeutschen Expressionisten Heinrich Steinhagen und Karl Peter Röhl, zu Max Schwimmer und Bernard Schultze.
Über die Ostsee fuhr er 1926 nach Ostpreußen, in die Heimat der väterlichen Vorfahren. Für ausgedehnte Erlebnis- oder Bildungsreisen fehlten noch lange die Mittel. Seine alte Weltreise-Sehnsucht, die der Holzschnitt-Zyklus „Träumereien“ (nach 1930) ausdrückt, blieb ungestillt. Die unfreiwillige „Reise unterm Stahlhelm“ blieb ihm dagegen auch zu Beginn des Zweiten Weltkriegs nicht erspart. Nierenkrank 1940 aus dem Überfall auf Polen entlassen, hatte er bis zum Kriegsende in Einrichtungen der Marine an der Kieler Förde Wach- und Bürodienste zu leisten.

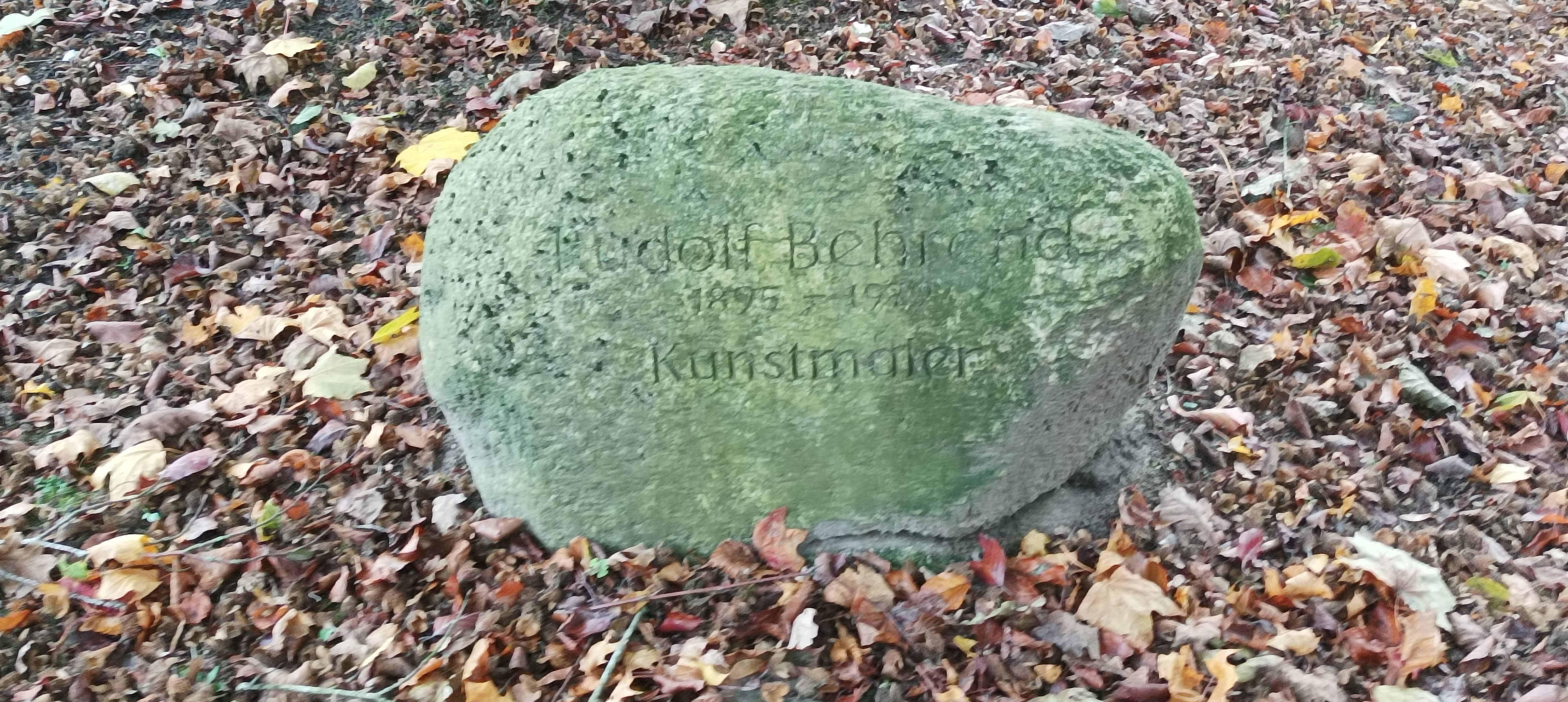
Grabstein von Rudolf Behrend auf dem Friedhof Heikendorf

In den Nachkriegsjahren floss sein Lebensunterhalt karg aus einer kleinen Landwirtschaft, der malerische Elan umso reicher aus der Auseinandersetzung mit neuen europäischen Kunstströmungen. Glimpflich verlief 1956 ein Sturz vom Dach seines strohgedeckten Bauernhauses: ein Bein blieb lahm, die „Wiedergeburt“ beflügelte die künstlerische Kreativität, zumal durch Themen um Leben und Tod.
Kurz vor Vollendung seines 84. Lebensjahres starb Rudolf Behrend mitten im Schneewinter 1979 am 10. Februar in Heikendorf.

## Werk
Nach impressionistischen Ansätzen in den zwanziger und dreißiger Jahren fand Behrend in expressiv zugreifenden Gestaltungsweisen zu seiner eigenen, unverwechselbaren Bildsprache. Seit den frühen fünfziger Jahren ging er für ein Jahrzehnt stärker zu experimentellen Verfahren und abstrahierender Darstellung über. Eine ungemein fruchtbare und vielfältige Spätphase seines Schaffens setzte Anfang der sechziger Jahre ein: großformatige, themenzentrierte Ölgemälde, darunter der Zyklus „Golgatha“ und zwölf Triptychen, Wandteppiche und Aquarelle neben Monotypien sowie Holz- und Linolschnitten sind der Ertrag. Unter den aquarellierten Tuschzeichnungen ist eine Illustrationsmappe zu Gerhart Hauptmanns Hexameter-Epos „Till Eulenspiegel“ (27 Blätter, 1960) besonders bemerkenswert. 
1964 schloss sich Rudolf Behrend mit Georg Hensel, Fritz Neuser, Hans Rickers und Hannes Schultze-Froitzheim zur Künstlergruppe NO „Nordsee-Ostsee“  zusammen.

## Größere Ausstellungen
- 1946: Rauhes Haus, Hamburg
- 1950: Laboe
- 1952: „Neue Gruppe 1952“, Schloß Gottorf, Schleswig
- 1953: Erste Landesschau Schleswig-Holsteinischer Künstler, Ostseehalle Kiel
- 1955: Worpswede
- 1956: Stadthallen-Studio Lübeck
- 1961: Bayerwerke, Leverkusen
- 1964: „Gruppe NO“, Göteborg und Städtisches Museum Flensburg
- 1970: Grenzland-Ausstellung, Apenrade/Dänemark
- 1972: Ferienzentrum Holm/Schönberg
- 1975: Realschule Heikendorf
- 1980: Dänische Zentralbibliothek Flensburg
- 1981: Brunswiker Pavillon Kiel
- 1982: Kreisverwaltung Plön
- 1995: Rathaus Heikendorf
- 1997: Kunsthandlung Hattesen, Flensburg
- 2006: Künstlermuseum Heikendorf
- 2012: Landeshaus Kiel
- 2015: Künstlermuseum Heikendorf